# Raveniola recki
Raveniola recki là một loài nhện trong họ Nemesiidae.
Raveniola recki được miêu tả năm 1983 bởi Mcheidze.